# 異星智慧
是一部2017年美國科幻恐怖片，由丹尼爾·伊斯皮諾薩執導，保羅·韋尼克與雷特·瑞斯共同撰寫劇本。電影主演包括傑克·葛倫霍、蕾貝卡·弗格森、萊恩·雷諾斯、真田廣之、歐嘉·迪霍維赫娜亞與艾瑞楊·巴卡雷。該片於2017年3月18日在西南偏南上作全球首映，並由發行商哥倫比亞影業定於2017年3月24日在美國上映。

## 劇情
宇宙無人探測器「朝聖者七號」（Pilgrim 7）在火星表面上執行完土壤採集任務後，即將飛回國際太空站進行對接，探測器中也載有一塊可能存有一隻外星生命樣本的土壤。但在返航途中，朝聖者七號受到小型隕石撞擊而受損嚴重，即將全速飛往地球的方向。國際太空站上的美國太空人洛伊·亞當斯通過操縱太空站手臂而成功接住朝聖者七號，而天體生物學家修·德瑞通過研究所採集到的土壤後，在裏面發現一隻休眠中的細胞生物；在牠經過幾天生長成為一隻多細胞生物後，一間被選中的美國小學以校名將生物命名為「卡文」（Calvin）。
幾天過去，實驗室發生氧氣洩漏事故，導致卡文進入休眠，逐漸跟卡文產生感情的修試圖用電擊將牠擊醒，但卡文卻於一瞬間纏住修的手不放，甚至變得具有敵意，當場弄碎修的手骨使其昏迷不醒。卡文拿起帶刺的電擊工具穿透隔離手套逃出隔離罩，甚至以覆蓋吸食形式吃掉一隻實驗白老鼠後開始生長成型。洛伊找準時機進入研究室救出修，但卡文抱住洛伊的腿，迫使醫護人員大衛·喬登將他一同隔離其中。洛伊試圖用噴火器將牠燒死卻沒奏效，當噴火器能源耗盡後，卡文直接爬進洛伊的嘴中、吸食他的內臟等器官而殺死他。負責太空站隔離工作的米蘭達·諾斯持續不准讓其他人進入隔離艙，卡文爬出洛伊身體後又增大一倍，最後趁實驗室自動滅火系統啟動期間通過一個管道逃出實驗室；修醒後推斷是無氧氣的火星才讓卡文持續休眠直到現在。
卡文通過太空站管道四處逃竄，破壞通訊系統使太空站和地球失聯，指揮官凱特·戈洛夫金娜被迫穿太空衣到外圍修復通訊系統。但卡文剛好爬到外圍襲擊她並破壞她太空衣，導致凱特的太空衣內部開始洩漏冷卻劑。她雖然盡全力想回去太空站內部，但預料到纏著她不放的卡文也會跟著她一同回去內部，最後選擇反鎖艙門後被困在太空衣裡溺亡，遺體則飄向太空。但卡文於她死後第一時間跳回空間站試圖通過推進器回到內部，即使系統工程師村上翔試圖啟動推進器防止牠回來，但害怕他們將沒有足夠燃料等待救援艙過來，因此只能任由卡文回到空間站裡。
剩下的人決定將他們自己隔離在一間艙裡，解除外部氧氣好讓卡文自行進入休眠，但修對自己電醒卡文一事感到抱歉後，突然進入心搏停止狀態，而眾人查看才發現卡文其實一直在進食修的殘疾腿部。修隨即死去，其他人開始遠離卡文，落後的翔只能及時進睡眠艙中躲避；米蘭達和喬登成功透過修的遺體誘使卡文困入單獨區域中。這時，地球接收到一部分傳出去的求救信號後，發射出聯盟號飛船作為失效安全措施，將整座太空站往外太空推行；米蘭達供述這是她所編寫的最後防火牆規程。得知聯盟號停靠的翔為了回去見妻小，縱身前去聯盟號過程中不慎打開關卡文的艙門，途中氧氣洩漏使太空艙破損，讓翔和聯盟號駕駛員集體被吸進太空中喪生。僅剩兩人的喬登和米蘭達發現太空站目前位於衰減軌道上，喬登決定犧牲自己將卡文引至一架救生艙裡，認為只能這樣才能防止卡文到地球。
兩人換衣到各自的救生艙後，喬登成功將卡文引至自己的艙裡，最後被卡文一點一點地用觸手包裹起來。米蘭達靠救生艙黑匣子錄音作為保險，提醒地球關於卡文是敵類外星生物、以及除她在外的太空人均喪生的消息。但兩者脫離太空站不久，米蘭達的救生艙不慎撞上太空站碎片而系統失靈，甚至失控直往外太空漂走，孤立無援的她僅能在太空中絕望地呼喊。喬登因全身被卡文徹底封死，完全不能改變救生艙航道至外太空，並直接進入大氣層降落至越南一帶的海面上。兩名經過的越南漁民因聽不懂喬登的警告而打開艙門，周圍還有其他漁船開過來，讓卡文在無預警的情況下抵達地球。

## 演員
| 演員                                | 角色                                                     | 備註                                                                                           |
| 傑克·葛倫霍 Jake Gyllenhaal         | 大衛·喬登 Dr. David Jordan                               | 國際太空站醫療官，曾經於敘利亞服過兵役的退伍美軍，如今負責所有太空站人員的醫療和安全問題。     |
| 蕾貝卡·弗格森 Rebecca Ferguson      | 米蘭達·諾斯 Dr. Miranda North                            | 國際太空站隔離檢疫官，來自英國疾控中心，剛來太空站不久，編寫過太空站的一系列防火牆規程。       |
| 萊恩·雷諾斯 Ryan Reynolds           | 羅瑞·「洛伊」·亞當斯 Rory "Roy" Adams                    | 國際太空站工程師，負責空間站外圍的修繕工作，待人雖然比較自大，但還是富有責任感。               |
| 真田廣之 Hiroyuki Sanada            | 村上翔 Sho Murakami                                      | 國際太空站系統工程師，負責修繕和監控太空站的通訊、行進等系統。                                 |
| 艾瑞楊·巴卡雷 Ariyon Bakare         | 修·德瑞 Dr. Hugh Derry                                   | 國際太空站天文生物學家，雙腿殘疾，但還是能在無重力空間裏活動，負責研究尋獲的火星生物「卡文」。 |
| 歐嘉·迪霍維赫娜亞 Olga Dihovichnaya | 伊卡特琳娜·「凱特」·戈洛夫金娜 Ekaterina "Kat" Golovkina | 國際太空站的任務指揮官，負責指揮太空站一系列任務，在太空站裏待過很長時間並受人愛戴。           |

## 製作
2015年11月18日，Deadline.com報導，丹尼爾·伊斯皮諾薩將執導太空電影《異星智慧》，為保羅·韋尼克與雷特·瑞斯共同擔任編劇，並由Skydance Media出資，大衛·艾利森、黛娜·金柏格、邦妮·柯蒂斯和茱莉·琳恩都將擔任監製。派拉蒙影業據傳將發行本片，但這筆交易沒有得到證實。2016年1月28日，蕾貝卡·弗格森加入演出，而萊恩·雷諾斯則於2016年2月16日加入。2016年3月10日，傑克·葛倫霍確認參演。2016年3月15日，索尼影業獲得了電影的全球發行權，並與Skydance Media共同出資。2016年6月23日，真田廣之加入飾演太空站的成員之一。7月9日，《好萊塢報導》透露，歐嘉·迪霍維赫娜亞與艾瑞楊·巴卡雷也參演了本片，同樣是飾演太空站的成員。
正式拍攝於2016年7月19日在倫敦的謝珀頓製片廠開始。

## 發行
《異星智慧》原定於2017年3月24日在美國上映，後延期至2017年5月24日，避免與《亞瑟：王者之劍》和《金剛戰士》競爭。之後，美國檔期又改回2017年3月24日，這是為了避免與《加勒比海盜 神鬼奇航：死無對證》競爭。電影在正式上映前，最先於2017年3月18日在西南偏南全球首映。

### 評價
《異星智慧》獲得了好壞兩極的評價。爛番茄基於141條評論，新鮮度67%，平均得分5.9／10。Metacritic獲得55分，代表「好壞平均混雜的評價」。據CinemaScore調查，觀眾的反應在A+至F間落於「C+」。

### 票房
在美國和加拿大，《異星智慧》隨著《金剛戰士》與《加州公路巡警》共同上映、競爭，估計於首週末能從三千間戲院中獲得1200萬至1700萬美元的票房。美國首週末票房收入1260萬美元，位居當週票房第四。
中国大陆取得1.35亿人民币。

## 外部連結
- 互联网电影数据库（IMDb）上《異星智慧》的资料（英文）
- Box Office Mojo上《異星智慧》的資料（英文）
- 爛番茄上《異星智慧》的資料（英文）
- AllMovie上《異星智慧》的资料（英文）
- Metacritic上《異星智慧》的資料（英文）
- 開眼電影網上《異星智慧》的資料（繁體中文）
- 豆瓣电影上《異星智慧》的資料 （简体中文）
- 时光网上《異星智慧》的資料（简体中文）